# PUC TV (Minas Gerais)
PUC TV Minas foi um canal de televisão universitária criado pela PUC Minas, com sede em Belo Horizonte, lançado em 10 de setembro de 1998. Teve suas atividades encerradas em 2018, dando lugar a uma nova produtora audiovisual, a E-motion Audiovisual. 
A emissora contava com programação variada, com diversos conteúdos educativos e culturais e tinha parceira do Canal Futura e da TV Horizonte; Durante vários anos e até o encerramento das suas transmissões, foi a sede da TV Universitária de Belo Horizonte, que era composta pela TV UEMG, TV UFMG e Uni BH TV. Podia ser assistida pela NET em Belo Horizonte, no canal 12.

## Estrutura
A PUC TV Minas ficava no campus Coração Eucarístico da PUC Minas, no prédio 61. Inaugurado em agosto de 2006, o prédio contava com redação, ilhas de edição, acervo da emissora (CEDOC), cabine de off, estúdio em alta definição e controle mestre, sendo este último o responsável pela geração do sinal da TV Universitária.
Cerca de 25 profissionais, entre técnicos e jornalistas, e cerca de 25 estagiários dos cursos de Jornalismo, Publicidade e Propaganda, Relações Públicas e Cinema e Audiovisual, trabalhavam na emissora universitária. A PUC TV abriu espaço para os assuntos da Universidade e também assuntos relevantes para a população de Belo Horizonte e todo o país. Os alunos da Faculdade de Comunicação e Artes da PUC Minas participam de processo seletivo e faziam estágio na PUC TV. Eles eram os responsáveis pela elaboração de pautas, realização de entrevistas, mapeamento do material e apresentação dos programas, servindo como vitrine para o mercado de trabalho televisivo.

## Programação
A programação da PUC TV Minas ocupava 30% da grade do Canal Universitário e contava com programas produzidos pela própria emissora e outros produzidos em parceria com a TV Horizonte. Em geral, 14 programas eram produzidos no prédio 61 da PUC Minas campus Coração Eucarístico, além de programas da TV Horizonte e programas especiais, como o Conexão Vestibular, com a cobertura do dia de provas na PUC Minas. 
O conteúdo da TV Universitária de BH era transmitido de segunda à sexta-feira, a partir das 8 da manhã até a meia-noite, e nos sábados, domingos e feriados a partir das 15 até às 21 horas. Nos demais horários, os telespectadores acompanhavam o conteúdo educativo e cultural da SescTV.
Até julho de 2018, esta era a lista de programas produzidos e exibidos pela PUC TV Minas.

### Programas da PUC TV Minas[4]
- Espaço Cult
- Espaço PUC
- Esportes Gerais
- Eureka
- Giro
- Hipótese
- Interface
- Memória PUC TV
- Novos Tempos
- Olhar Indiscreto
- PUC Comunidade
- Quarta Capa
- Reconhecimento
- Take Três

### Programas da TV Horizonte
- Caleidoscópio
- Cápsula
- Religare

### Especiais
- Conexão Vestibular
- Giro PUC Aberta

### Programas extintos
Em seus 20 anos de história, a PUC TV Minas conta com uma extensa lista de programas que passaram pela grade de programação e foram extintos.
- Acontece na PUC
- Árvore da Vida
- Café da Cidade
- Cenário Cultural
- Conexão Ciência e Cultura
- Convite ao Pensar
- Desatino da Rapaziada
- Diálogos
- Estação
- Isso É Legal
- Jornal 15 Minutos
- Lições de Cidadania
- Marco Eletrônico
- Microfonia
- Música na Universidade
- Os Filósofos
- Pão de Case
- Perspectivas
- Pois É
- Por Exemplo
- Quatro em Quatro
- Revista
- Rosa Choque
- Set Brasil
- SOS Economês
- Tessituras
- TV Tribo
- Um Olhar sobre a Cidade
- Universus
- Videograma
- Virtualis

## PUC TV Minas na Internet
A emissora contava com um site oficial dentro do Portal da PUC Minas, uma página no Facebook, que chegou a contar com quase 6 mil seguidores, um perfil no Twitter e no Instagram.
Além disso, a PUC TV Minas está presente no YouTube, onde disponibiliza toda a sua produção em alta definição desde o início de 2016.

#### Facebook
A PUC TV Minas tinha um Núcleo Web, que realizava produções exclusivas para a página do Facebook. Bastidores da emissora, datas comemorativas e coberturas especiais como a do PUC Aberta (evento da PUC Minas voltado para estudantes do Ensino Médio), e outros eventos realizados em Belo Horizonte são alguns dos exemplos de produções do núcleo.

#### Twitter
No Twitter, os seguidores recebiam notificações em tempo real, assim que os conteúdos eram disponibilizados no canal do YouTube.

## Ex-estagiários notáveis
A PUC TV Minas formou, ao longo dos seus 20 anos de existência, vários comunicadores notáveis. Alguns dos estudantes da PUC Minas que foram estagiários da PUC TV são:
- Adriles Jorge (jornalista e comentarista da Jovem Pan)
- Aline Scarponi (repórter e apresentadora da Rede Minas)
- Anderson Rocha (repórter do O Tempo e ex-apresentador do Caleidoscópio, da TV Horizonte)
- Bia Starling (jornalista e ex-coordenadora da TV UFMG)
- Carlos Eduardo Alvim (repórter e apresentador da TV Globo Minas)
- Clara Gomes (ESPN Brasil)
- Conrado Almada (publicitário)
- Danilo Girundi (repórter da TV Globo Minas)
- Eudes Jr. (SporTV)
- Fernanda Penna (editora da TV Globo Minas, anteriormente repórter e apresentadora na TV Alterosa e TV Horizonte)
- Fernando Moreira (apresentador da BandNews TV)
- Gabi R. Furst (correspondente internacional com trabalhos no SBT, Rádio Itatiaia e DW)
- Gabriel Senna (jornalista e empresário; ex-repórter e apresentador da TV Globo Minas)
- Gleison Barreto (editor do Fantástico e ex-editor da TV Globo Minas)
- Igor Lopes (BandNews TV)
- Letícia Renna (ex-apresentadora da TV Globo Minas e Band Minas)
- Lígia Mendes (apresentadora e radialista pela RedeTV! e Jovem Pan)
- Maíra Lemos (ex-apresentadora do Globo Esporte MG)
- Mariana Spinelli (repórter e apresentadora da ESPN Brasil)
- Nathália Bini (repórter e apresentadora na TV Assembleia (Minas Gerais), com passagens pela TV Globo e Rede Alterosa)
- Pablo Nascimento (repórter multimídia no R7, portal de notícias da Record (rede de televisão)
- Patrícia Fiúza (ex-produtora da TV Globo Minas)
- Pedro dos Anjos (ESPN Brasil)
- Raissa Cardoso (repórter e apresentadora da Rede Anhanguera em Goiás, com passagem pela InterTV Grande Minas, afiliada da Rede Globo no Norte de Minas)
- Sander Kelsen (repórter da TV Alterosa no interior de MG)
- Simone Moreira (ex-apresentadora da TV Horizonte)
- Sérgio Marques (repórter e apresentador da TV Globo Minas)
- Thomaz Albano (repórter da CNN Brasil em Minas Gerais, ex-repórter da TV Gazeta Vitória, afiliada Rede Globo no Espírito Santo)
- Viviane Possato (repórter da TV Globo Minas)

## Fim das atividades e criação da E-motion Audiovisual
Em 2018, a PUC Minas promoveu uma alteração em diversos setores da Universidade, levando ao encerramento das atividades da PUC TV Minas no seu formato de canal universitário. A programação inédita e ao vivo foi ao ar até 19 de junho de 2020, com programas gravados sendo exibidos até 31 de julho de 2018, data do encerramento oficial das atividades. A PUC TV ainda ocupou a grade do canal universitário com parte dos seus programas até o final do mesmo ano, até cessar totalmente a exibição de suas produções.
A estrutura usada até então pela PUC TV foi transformada em uma produtora audiovisual, que recebeu o nome de E-motion Audiovisual, e iniciou suas atividades em 1º de agosto de 2018. Parte dos funcionários da antiga emissora foram mantidos em novas funções, o prédio recebeu pequenas modificações e os estagiários passaram a realizar novas atividades relacionadas ao mercado audiovisual. Com isso, a Universidade mantém o ideal de experimentação por parte dos seus estudantes, fornecendo um espaço de aprendizado e prática de estágio.
Anteriormente, a PUC TV era vinculada à SECAC (Secretaria de Cultura e Assuntos Comunitários da PUC Minas) e com a mudança, a E-motion passa a fazer parte da Secretaria de Comunicação da PUC Minas, chefiada pelo professor Mozahir Salomão Bruck. Entre 2018 e 2024, a produtora foi coordenada pela jornalista Ana Carolina Amaral. Atualmente, é coordenada por Luiza Rocha. 
A E-motion manteve a parceria firmada com o Canal Futura, que permite a produção e exibição de conteúdos da Universidade em rede nacional.